# Electrodinàmica clàssica
L'electrodinàmica clàssica o electromagnetisme clàssic és la teoria de l'electromagnetisme que es va desenvolupar al llarg del segle xix, de manera destacada per James Clerk Maxwell. Aquesta teoria dona una bona descripció dels fenòmens electromagnètics sempre que les longituds i la força dels camps siguin prou grans per no haver de tenir en consideració els efectes de la mecànica quàntica (vegeu electrodinàmica quàntica).
Matemàticament es fonamenta en l'aplicació de la transformació de Lorentz a la força de Coulomb una càrrega elèctrica puntual per trobar la força entre les càrregues que es mouen.

## La força de Lorentz
El camp electromagnètic exerceix la següent força (anomenada força de Lorentz) sobre les partícules carregades:
{\displaystyle \mathbf {F} =q\mathbf {E} +q\mathbf {v} \times \mathbf {B} }
on les quantitats en negreta són vectors: F és la força que experimenta una càrrega q, E és el camp elèctric a la localització de q, v és la velocitat de q i B és la força del camp magnètic a la posició de q.
Aquesta descripció de la força entre partícules carregades, a diferència de la llei de Coulomb, no disminueix sota la relativitat, la força magnètica es veu com a part de la interacció relativista entre partícules carregades que es mouen ràpidament mentre que és negligida per la llei de Coulomb.

## El camp elèctric E
El camp elèctric E es defineix de manera similar al cas d'una càrrega estacionària:
{\displaystyle \mathbf {F} =q_{0}\mathbf {E} }
on q0 és el que es coneix com a càrrega de prova. La grandària de la càrrega no importa realment, en tant que és prou petita com per no influir sobre el camp elèctric per la seva presència. El que fa evident aquesta definició és que la unitat de E és N/C, newtons per coulomb. Aquesta unitat és equivalent a V/m, volts per metre (vegeu més endavant).
La definició anterior sembla una mica circular però, en electroestàtica, on les càrregues no es mouen, la llei de Coulomb funciona perfectament.
{\displaystyle \mathbf {E} =\sum _{i=1}^{n}{\frac {q_{i}\left(\mathbf {r} -\mathbf {r} _{i}\right)}{4\pi \epsilon _{0}\left|\mathbf {r} -\mathbf {r} _{i}\right|^{3}}}}
on n és el nombre de càrregues, qi és la quantitat de càrrega associada amb la 'i'èssima càrrega, ri és la posició de la càrrega 'i'èssima, r és la posició a la quan es vol determinar el camp elèctric, i ε0 és una constant universal anomenada permitivitat del buit.
Nota: l'anterior no és més que la llei de Coulomb, dividida per q1, afegint múltiples càrregues.
Canviant el sumatori per una integral tenim el següent:
{\displaystyle \mathbf {E} =\int {\frac {\rho \mathbf {r} _{unit}}{4\pi \epsilon _{0}r^{2}}}\mathrm {d} V}
on ρ és la densitat de càrrega com una funció de posició, runit és el vector unitari que apunta des de dV al punt de l'espai E que s'està calculant, i r és la distància des del punt E que s'està calculant a la càrrega puntual.
Les dues equacions anteriors són incòmodes, especialment si hom vol calcular E en funció de la posició. Tanmateix hi ha una funció escalar anomenada potencial elèctric que ens pot ajudar. El potencial elèctric, també anomenat voltatge (la seva unitat és el volt), es defineix per:
{\displaystyle \phi _{\mathbf {E} }=-\int _{s}\mathbf {E} \cdot \mathrm {d} \mathbf {s} }
on φE és el potencial elèctric i s és el camí sobre el que es pren la integral.
Malauradament, aquesta definició té una advertència. A partir de les equacions de Maxwell, és clar que {\displaystyle \nabla \times \mathbf {E} } no és zero, i aquí el potencial escalar tot sol no és suficient per definir el camp elèctric de manera exacta. Hom pot utilitzar el recurs d'afegir un factor de correcció, habitualment això es fa restant la derivada de temps del vector potencial A, com es descriu més endavant. D'altra banda, aquesta condició es donarà sempre que les càrregues siguin quasi estàtiques, per tant no hi haurà gaires problemes. (Com a nota addicional, utilitzant les transformacions apropiades de les mesures, es pot definir V com a nul i E com la derivada negativa de temps de A, tanmateix això es dona rarament perquè a) és complicat i, més important, b) no satisfà els requeriments de la mesura de Lorentz i, per tant, ja no és relativísticament invariant).
A partir de la definició de càrrega és trivial mostrar que el potencial elèctric d'una càrrega puntual com a funció de la posició és:
{\displaystyle \phi ={\frac {q}{4\pi \epsilon _{0}\left|\mathbf {r} -\mathbf {r} _{q}\right|}}}
on q és la càrrega de la càrrega puntual, r és la posició i rq és la posició de la càrrega puntual. El potencial per a una distribució general de càrrega acaba essent:
{\displaystyle \phi ={\frac {1}{4\pi \epsilon _{0}}}\int {\frac {\rho }{r}}\,\mathrm {d} V}
on ρ és la densitat de càrrega com a funció de la posició, i r és la distància des d'un element de volum {\displaystyle \mathrm {d} V}.
Noteu que φ és un escalar, el que significa que se sumarà a altres camps potencials com un escalar. Això fa relativament fàcil trencar problemes complexos en parts simples i sumar els seus potencials. Reprenent la definició de φ, veiem que el camp elèctric no és altra cosa que el gradient negatiu (l'Operador nabla) del potencial:
{\displaystyle \mathbf {E} =-\nabla \phi }
A partir d'aquesta fórmula és clar que E es pot expressar en V/m (volts per metre).

## Ones electromagnètiques
Un camp electromagnètic canviant es propaga a partir del seu origen en forma d'ona. Aquestes ones viatgen al buit a la velocitat de la llum i existeixen en un ample espectre de longituds d'ona. Exemples de camps dinàmics de radiació electromagnètica (en ordre creixent de freqüència) són: ones de ràdio, microones, llum (infraroja, visible i ultraviolada), raigs X i radiació gamma. En el camp de la física de partícules aquesta radiació electromagnètica és la manifestació de la interacció electromagnètica entre les partícules carregades.

## Equacions generals de camp
L'equació de la llei de Coulomb és tant simple com satisfactòria, però no és totalment correcta en el context de l'electromagnetisme clàssic. Els problemes es manifesten perquè els canvis en la distribució de càrregues necessiten d'una quantitat de temps que no és zero per tal que es pugui sentir a tot arreu (es tracta d'un requeriment de la relativitat especial). Les alteracions a un camp elèctric degudes a una càrrega es propaguen a la velocitat de la llum.
Per a camps amb distribució general de càrrega, el potencial retardat es pot comptar i diferenciar d'acord amb el resultat de les equacions de Jefimenko.
Els potencials retardats també es poden derivar per a càrregues puntuals, i les equacions són conegudes com a potencials de Liénard-Wiechert. El potencial escalar és:
{\displaystyle \phi ={\frac {1}{4\pi \epsilon _{0}}}{\frac {q}{\left|\mathbf {r} -\mathbf {r} _{q}(t_{ret})\right|-{\frac {\mathbf {v} (t_{ret})}{c}}\cdot \mathbf {r} _{q}(t_{ret})}}}
on {\displaystyle q} és la càrrega de la càrrega puntual i {\displaystyle \mathbf {r} } és la posició. {\displaystyle \mathbf {r} _{q}} i {\displaystyle \mathbf {v} } són, respectivament, la posició i la velocitat de la càrrega, com a funció del temps retardat. El potencial vectorial és similar:
{\displaystyle \mathbf {A} ={\frac {\mu _{0}}{4\pi }}{\frac {q\mathbf {v} (t_{ret})}{\left|\mathbf {r} -\mathbf {r} _{q}(t_{ret})\right|-{\frac {\mathbf {v} (t_{ret})}{c}}\cdot \mathbf {r} _{q}(t_{ret})}}}
Aquestes es poden diferenciar per tal d'obtenir les equacions de camp completes per a una partícula puntual en moviment. Malgrat les equacions no són estètiques, tanquen de manera satisfactòria l'electrodinàmica clàssica.